# Зюдлон
Зюдлон (нім. Südlohn) — громада в Німеччині, знаходиться в землі Північний Рейн-Вестфалія. Підпорядковується адміністративному округу Мюнстер. Входить до складу району Боркен.
Площа — 46 км2. Населення становить 9370 ос. (станом на 31 грудня 2020).